# Fürweiler
Fürweiler er en landsby i landkreis Rehlingen-Siersburg i Saarland, Tyskland. Den ligger tæt op ad grænsen til Frankrig og har tidligere hørt til Lorraine. Den har gennem århundrederne været på skiftevis franske og tyske hænder.
Nu om stunder hersker der i byen venskabelige forbindelser med de franske naboer. I 2. verdenskrigs sidste del blev en stenbro ødelagt af amerikanske tropper, og denne bro er i et projekt støttet af både tyske og franske myndigheder blevet genopført i 1999. Broen hedder nu "Brücke der Freundschaft" ("Venskabsbroen").

49°22′30″N 6°35′31″Ø / 49.375°N 6.592°Ø